# 弗拉季斯拉夫·利斯捷夫

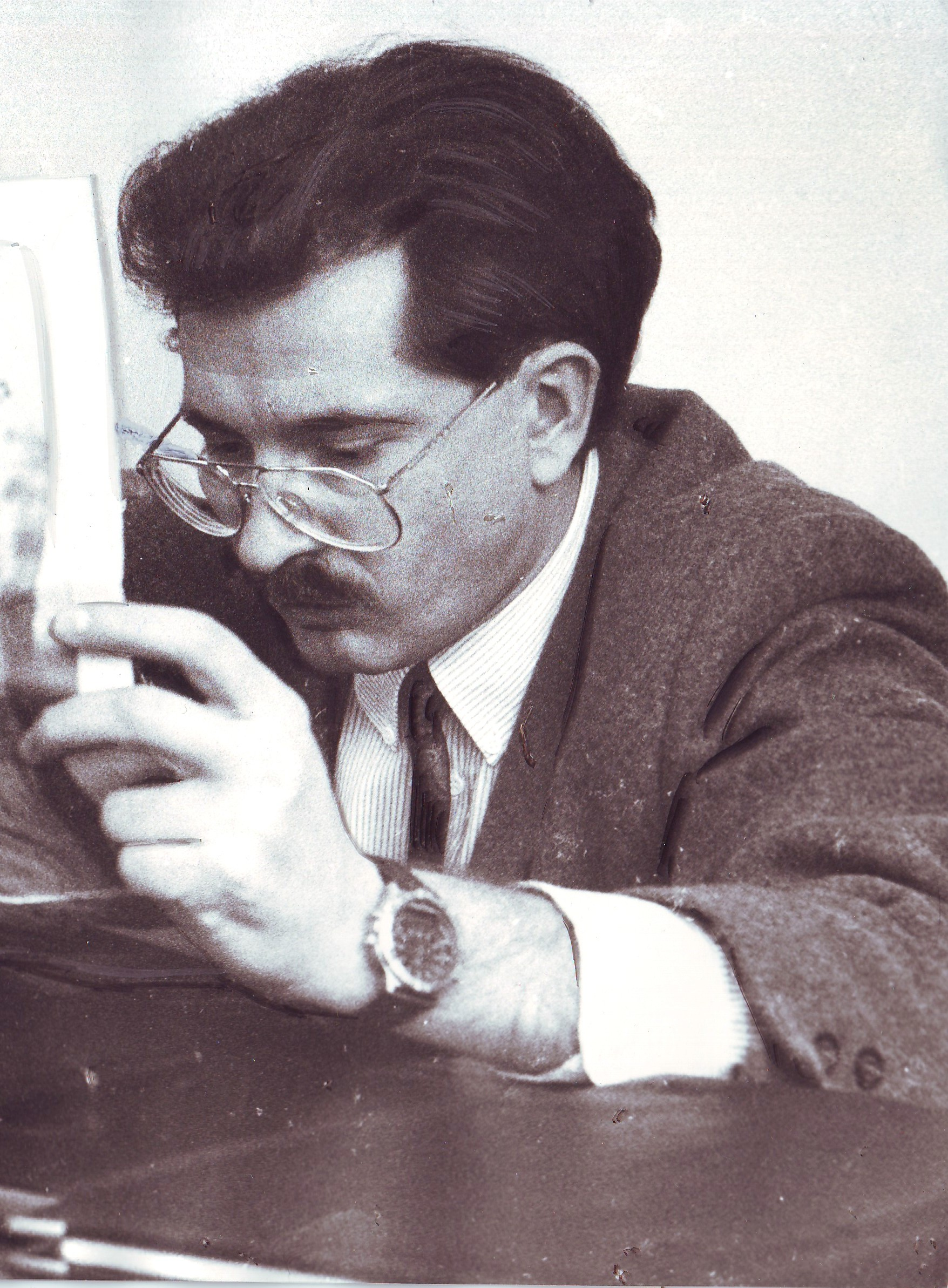
弗拉季斯拉夫·利斯捷夫

弗拉季斯拉夫·利斯捷夫（1956年5月10日 - 1995年3月1日）是苏联以及俄罗斯记者，曾是俄罗斯公共电视台的负责人。1995年3月1日晚，弗拉季斯拉夫·利斯捷夫在其公寓楼的楼梯上被枪杀 。弗拉季斯拉夫·利斯捷夫身上的贵重物品和现金均未被搶走。 